# Sweet Surprise (Tamlyn Tomita)
Sweet Surprise è il primo album in studio dell'attrice statunitense Tamlyn Tomita, pubblicato nel 1987.

## Descrizione
Il disco viene pubblicato in Giappone nel 1987 dalla Polydor Records in due formati, CD ed LP, rispettivamente con numero di catalogo H33P20179 e 28MX1279. Il disco viene ristampato una sola volta, nel 2024, sempre per il solo mercato giapponese, dalla Universal Music, in formato LP, in edizione limitata, con numero di catalogo PROT-7277.

## Tracce
1. Primitive (English Version)
2. I Can't Stand The Pain (English Version)
3. 瞳の魔術
4. アリベデルチの涙
5. Just Say You Love Me
6. 星座をつなぐラブソング
7. Beauty And Beast of Love (English Version)
8. アイ•キャント•スタンド•ザ•ペイン
9. サンタモニカの恋人へ (Instrumental)
10. Hawaiian Wind
11. Insult To Injury (English Version)

## Crediti

### Musicisti
- Tamlyn Tomita - voce
- J.J. Belle - chitarra
- Makoto Matsushita - chitarra
- Menchu Apostol - chitarra
- Roger Herrera - basso
- Steve Pierce - basso
- Martin Beedle - batteria
- Ichiro Nagata - tastiere
- Jun Latonio - tastiere, programmazione
- Osamu Totsuka - tastiere
- Peter Adams - tastiere
- Chris White - sassofono
- Tots Tolentino - sassofono
- Masahiro Miyazaki - batteria
- Roy Mercado - batteria, percussioni
- Makoto Kimura - percussioni
- Yuji Oyamada - programmazione
- Jackie Rawe - cori
- Junko Hirotani - cori
- Kiyoshi Hiyama - cori
- Liza Cabahug - cori
- Moy Ortiz - cori
- Rene Martinez - cori
- Sylvia Macaraeg - cori
- Yasuhiro Kido - cori

### Personale tecnico
- Anna Gina Sanico - coordinatrice
- Hiroyuki Yamanaka - coordinatore
- Shigeru Ohtake - coordinatore
- Mitsuru Yamada - grafica
- Issei Takagi - manager
- Shoichi Nakanishi - manager
- Tetsuya Nakanishi - fotografia
- Masahiko Terada - stilista